# World Slavery Tour
World Slavery Tour – trasa koncertowa heavymetalowej formacji Iron Maiden promująca piąty album studyjny, Powerslave. Tournée rozpoczęło się w Warszawie, w Polsce – 9 sierpnia 1984 zaś zakończyło w Irvine, Kalifornia – 5 lipca 1985 roku, grupa zagrała w 28 krajach świata. Tournee ma reputację najintensywniejszego w historii grupy, najbardziej wyczerpującego – aczkolwiek zwieńczonego wielkim sukcesem artystycznym i komercyjnym. Muzycy po raz pierwszy wystąpili w Polsce, na Węgrzech, Austrii w Portugalii oraz Nowej Zelandii. Zespół pod koniec 1985 roku był całkowicie wyczerpany fizycznie i emocjonalnie, potrzebował niemal rocznej przerwy przed ukazaniem się kolejnego albumu studyjnego Somewhere in Time w 1986 r. Frontman grupy Bruce Dickinson, wyjaśniał: „Sądziłem, że ta trasa nigdy nie dobiegnie końca ... czułem się jak część oprawy, scenografii, jak reflektor”.
Management formacji przygotowywał nawet jeszcze większą liczbę koncertów, włączając w to koncerty w Południowej Afryce, na europejskich festiwalach, czy dodatkowe koncerty w Ameryce Północnej, sięgające 1986 roku. Brytyjski dziennikarz, autor wielu publikacji muzycznych – Neil Daniels, utrzymuje iż kilka koncertów zabookowanych w Afryce Południowej, zostało natychmiast odwołanych przez władze po tym, jak w tytule trasy zespołu znalazło się określenie „Slavery” (po polsku „Niewolnicze”) niedopuszczalne w tym regionie świata ze względów politycznych. Muzycy zdecydowanie sprzeciwili się dalszej kontynuacji tournee.
Trasa trwała 331 dni, zespół w tym okresie zabookował 198 koncertów. Iron Maiden wystąpili wówczas dla największej publiczności na biletowanym koncercie w karierze, w zależności od źródła, w trakcie koncertu na pierwszej edycji brazylijskiego festiwalu Rock in Rio 11 stycznia 1985 roku, było obecnych od 350 tys. do około 500 tys. widzów.
Oprawa trasy przeszła do historii, jako pierwsza superprodukcja w historii zespołu, słynąca z egipskiej oprawy m.in. sarkofagów, mierzącym 30 stóp, zmumifikowanym Eddiem, wspartej potężnym systemem oświetleniowym i niesamowitą pirotechniką. Steve Harris przyznawał po latach, iż najprawdopodobniej była to najlepsza oprawa w historii grupy Bruce Dickinson opisywał oprawę koncertów w następujących słowach: „Mogłeś zbudować tę scenę zarówno w teatrach, jak i w ogromnych arenach – wszędzie wyglądała fantastycznie”. Koncerty grupy z lat 2008–2009, znane jako „Somewhere Back in Time World Tour” nawiązywały wizualnie do „World Slavery Tour”.
Pierwszy pełnowymiarowy album koncertowy formacji, legendarny Live After Death, został zarejestrowany w trakcie czterech koncertów w londyńskiej hali Hammersmith Odeon, w październiku 1984 roku, oraz podczas czterech koncertów na Long Beach Arena w Kalifornii w marcu 1985 r. Dokument wideo Behind the Iron Curtain  został zarejestrowany w trakcie pierwszych koncertów grupy w Polsce na Węrzech oraz Jugosławii w sierpniu 1984 roku, zespół był pierwszym w historii wykonawcą zachodnim, który przywiózł pełnowymiarową produkcję estradową do krajów tzw. Bloku Wschodniego. Również po raz pierwszy w historii artysta zagraniczny rozpoczął światową trasę koncertową serią występów "Za Żelazną Kurtyną". Film był wielokrotnie prezentowany w MTV.
Trasa została zapamiętana, jako jedna z najbardziej inspirujących w historii gatunku, wzorzec heavymnetalowej superprodukcji dla niezliczonych rzeszy wykonawców. Zapoczątkowała serię kolejnych produkcji estradowych, która z powodzeniem trwa do dziś. Było to wówczas największe osiągnięcie w świecie ciężkiego rocka, zespół awansował do statusu mega gwiazdy muzyki rockowej. Trasa amerykańska była największym przedsięwzięciem i wydarzeniem 1985 roku, jako taka została błyskawicznie wyprzedana. Prawie 200 koncertów zobaczyło około 3,8 mln widzów, na pięciu kontynentach świata.

## Supporty
- Mötley Crüe – od 15 października 1984 do końca trasy europejskiej[12].
- Pokolgép – koncert w Budapeszcie[12].
- Twisted Sister – Kanada, USA, Nowa Zelandia[12].
- Whitesnake – Rock in Rio[12].
- Accept – Francja, Włochy, Hiszpania, Portugalia, USA ostatni etap 1985[12].
- Dokken – Hara Arena[12].
- W.A.S.P. – Teksas, Kalifornia[12].
- Quiet Riot – Kalifornia[12].
- Queensrÿche – Nowy Jork[12].
- Warrior – Las Vegas[12].
- Ratt – Floryda, Fargo[12].
- Warriors – Jugosławia[12].
- P-Box – Węgry[12].
- Boss – Australia[12].
- Waysted – Wielka Brytania[12].
- Mama’s Boys – Wielka Brytania[12].
- Why on Earth – Evansville[12].

## Setlista[13]
- Introdukcja: „Churchill’s Speech”, na wszystkich koncertach trasy.

1. „Aces High” (z albumu Powerslave, 1984)
2. „2 Minutes to Midnight” (z albumu Powerslave, 1984)
3. „The Trooper” (z albumu Piece of Mind, 1983)
4. „Revelations” (z albumu Piece of Mind, 1983)
5. „Flight of Icarus” (z albumu Piece of Mind, 1983)
6. „Rime of the Ancient Mariner” (z albumu Powerslave, 1984)
7. „Powerslave” (z albumu Powerslave, 1984)
8. „The Number of the Beast” (z albumu The Number of the Beast, 1982)
9. „Hallowed Be Thy Name” (z albumu The Number of the Beast, 1982)
10. „Iron Maiden” (z albumu Iron Maiden, 1980)

Bisy:
1. „Run to the Hills” (z albumu The Number of the Beast, 1982)
2. „Running Free” (z albumu Iron Maiden, 1980)
3. „Sanctuary” (z albumu Iron Maiden, 1980)

Uwagi:
- „Revelations” oraz „Flight of Icarus” (oba z albumu Piece of Mind, 1983) były prezentowane jako dodatkowe utwory w 1984 r. podczas europejskiego, podczas wielu koncertów w Ameryce (pamiętne koncerty w Radio City Music Hall, w Nowym Jorku). Zespół prezentował również „Wrathchild”, „Murders in the Rue Morgue” (oba z albumu Killers, 1981), „Phantom of the Opera” (z albumu Iron Maiden, 1980), „Children of the Damned” (z albumu The Number of the Beast, 1982) lub nawet „Die With Your Boots On” (z albumu Piece of Mind, 1983)[13].
- „Losfer Words” (z albumu Powerslave, 1984) był wykonywany podczas europejskiego etapu trasy, natomiast przed rozpoczęciem trasy po Ameryce Północnej zdecydowano o wyłączenie tej kompozycji z repertuaru[13].
- "Back in the Village" (z albumu Powerslave, 1984) został zaprezentowany wyłącznie podczas dwóch pierwszych koncertów tournee, które miały miejsce w Warszawie oraz Łodzi[14].
- „22 Acacia Avenue” (z albumu The Number of the Beast, 1982) był wykonywany tylko na pierwszych koncertach europejskich (m.in. w Polsce), natomiast przed rozpoczęciem trasy po Ameryce Północnej zdecydowano o wyłączenie tej kompozycji z repertuaru[13].
- Dave Murray prezentował specjalnie przygotowane solo gitarowe tuż przed utworem „Powerslave”(z albumu Powerslave, 1984)[13].

## Oprawa trasy
Trasa „World Slavery Tour” stanowiła dla zespołu przeskok na nowy poziom prezentacji estradowej, jako taka była pierwszą superprodukcją w historii grupy, pierwszą w historii tak rozległą eskapadą zorganizowaną przez grupę, reprezentującą ciężki rock. Oprawa koncertów została zaprojektowana, jako konceptualne odzwierciedlenie sfinksa rodem np. z filmu „Faraon”, z potężnymi światłami, ogromnym sarkofagiem, mierzącą 30 stóp, pirotechniczną mumią i niesamowitymi rekwizytami. Sam wystrój estrady, oparty na projekcie wnętrza Świątyni Nefretete, robił olbrzymie wrażenie. Świat krytyki nie szczędził grupie pochwał a niezawodny w tej materii Malcolm Dome z „Kerrang!”, pisał: „Wierzcie we wszystkie bajki, jakie wypisują o ich koncertach”.
Ciekawą opinią odnośnie do charakteru trasy podzielił się swego czasu Bruce Dickinson: „Trasa promująca Powerslave wyglądała wspaniale. Oczywiście mieliśmy w przyszłości bardziej wymyślne projekty, ale ta trasa okazała się czymś absolutnie wyjątkowym. Wszystko było zaprojektowane z niewiarygodnym smakiem, w sumie zrobiliśmy to bardzo prosto. Scena została zbudowana z jednolitych elementów, jak dziecięce klocki. Wyglądała na większą, niż była w rzeczywistości. Całą scenografię mogłeś ustawić w teatrze, ogromnej arenie i na stadionie czy w zupełnie kameralnej sali i wszędzie wyglądała wspaniale. Pod względem funkcjonowania technicznego to wszystko było bardzo proste, zostało oparte na dwóch dźwigniach, które obsługiwano ręcznie – był taki system zapadni – jak w dziecięcym teatrze, ogromny EDDIE-mumia wjeżdżał na wózku. Baliśmy się wpadek w stylu ‘Spinal Tap’, chcieliśmy żeby to było na równi podniosłe, co zabawne – udało się. Osobiście najbardziej lubię tę scenografię, jest przepiękna i miło ją wszyscy wspominamy. Nigdy później nie bawiłem się tak dobrze, choć na sam koniec, trasa mnie całkowicie wyczerpała w sensie emocjonalnym”.
Wspomniana trasa stanowiła dopiero skromne wprowadzenie w świat późniejszych szaleństw estradowych formacji, będąc swoistym wzorcem dla kolejnych pokoleń artystów, marzących o kolosalnym show heavymetalowym. Trudno było nie zauważyć dość obsesyjnej skłonności Maiden’ów do swoistej „gigantomanii”. Trzeba to powiedzieć otwarcie – efektownej gigantomanii, takiej która miała się podobać bynajmniej nie tylko fanom gatunku. Pójście na ich koncert, oznaczało przeżycia na poziomie tych, które oferowało ówczesne kino akcji i fantastyki, pokroju „Indiana Jones” czy „Star Wars”.
Iron Maiden wyznaczyli standard heavymetalowej superprodukcji, do którego zmierzali ci wszyscy, którzy pragnęli się liczyć na światowym rynku muzycznym. Sprzyjał temu również „czas”. Lata ’80. XX w. charakteryzował kiczowaty przepych w dziedzinie prezentacji estradowej a ówczesne gwiazdy prześcigały się w kreowaniu coraz to wymyślniejszych produkcji estradowych.
Sprzęt grupy przewoziło wówczas sześć lub siedem potężnych ciężarówek, moc nagłośnienia przekraczała 155 tys. watów, oświetlenie tworzyło ponad 800 lamp, zamontowanych na symetrycznie zorientowanych, ruchomych rampach, tworzących trójkątną, piramidalną konstrukcję unoszącą się nad sceną. Wszystko zostało ozdobione freskami i malowidłami odnoszącymi się do mitologii Starożytnego Egiptu, tworzących z wystrojem sceny (freski, sarkofagi, postumenty) konceptualną całość. Mobilny, wielopoziomowy system oświetleniowy, będący jednocześnie częścią złożonej scenografii – był pierwszym tego typu na świecie. Nie zapomniano o podestach i wybiegach otaczających scenę, która z perspektywy wyglądała niczym egipska świątynia wzbogacona technologią XX wieku. W centrum estrady znajdowało się ogromne „Oko Horusa”, zaś po raz pierwszy w historii grupy w głębi sceny pojawiały się panoramiczne backdropy, przynoszące wizerunki staro-egipskich osiągnięć architektury. W trakcie prezentacji utworu „The Number of the Beast” w rogu estrady pojawiała się lalka przedstawiająca „Grim Rippera”, natomiast Bruce Dickinson podczas „Powerslave” występował w specjalnej masce i naramiennikach, które sprawiały, iż frontman wyglądał niczym egipski kapłan celebrujący rytuał.
Jeżeli dodamy do tego potężny, rozsuwany sarkofag, wewnątrz którego znajdował się Eddie Mumia, zwisający nad sceną i eksplodujący iskrami z oczodołów, czy jego mobilną wersję, szalejącą wśród muzyków podczas prezentacji kompozycji „Powerslave”. Otrzymamy spektakl, który wówczas zaszokował tak krytyków, jak i fanów. Iron Maiden sięgnęli wówczas szczytów pod każdym względem.

## Daty trasy
UWAGA! w wyniku aktualizacji danych, nazwy obiektów nie muszą się pokrywać ze stanem pierwotnym, znanym z materiałów prasowych grupy.
| 9 sierpnia 1984      | Warszawa                        | Polska            | Torwar Arena                      |
| 10 sierpnia 1984     | Łódź                            | Polska            | Hala Sportowa                     |
| 11 sierpnia 1984     | Poznań                          | Polska            | Hala Arena                        |
| 12 sierpnia 1984     | Wrocław                         | Polska            | Hala Ludowa                       |
| 14 sierpnia 1984     | Zabrze                          | Polska            | Hala Makoszowy                    |
| 16 sierpnia 1984     | Zeltweg                         | Austria           | Aichfeldhalle Sportzentrum        |
| 17 sierpnia 1984     | Budapeszt                       | Węgry             | Budapest Park                     |
| 18 sierpnia 1984     | Belgrad                         | Jugosławia        | Belgrade Fair Centre              |
| 19 sierpnia 1984     | Lublana                         | Jugosławia        | Dvorana Tivoli                    |
| 21 sierpnia 1984     | Pordenone                       | Włochy            | Parcagalvani                      |
| 22 sierpnia 1984     | Taggia                          | Włochy            | Ex Caserna Rivelli                |
| 25 sierpnia 1984     | Annecy                          | Francja           | Parc Expo                         |
| 26 sierpnia 1984     | Palavas-les-Flots               | Francja           | Arennes de Palavas                |
| 29 sierpnia 1984     | San Sebastián                   | Hiszpania         | Pabellon de los Deportes          |
| 31 sierpnia 1984     | Porto                           | Portugalia        | Pavilhao Sagres                   |
| 1 września 1984      | Cascais                         | Portugalia        | Pavilhão Dramático                |
| 3 września 1984      | Madryt                          | Hiszpania         | Estadio Román Valero              |
| 5 września 1984      | Barcelona                       | Hiszpania         | Palau dels Esports                |
| 7 września 1984      | Tuluza                          | Francja           | Palais des Sports                 |
| 8 września 1984      | Bordeaux                        | Francja           | Palais des Sports                 |
| 11 września 1984     | Glasgow                         | Szkocja           | The Apollo                        |
| 12 września 1984     | Aberdeen                        | Szkocja           | Capitol Theatre                   |
| 13 września 1984     | Edynburg                        | Szkocja           | Edinburgh Playhouse               |
| 15 września 1984     | Newcastle                       | Anglia            | City Hall                         |
| 16 września 1984     | Newcastle                       | Anglia            | City Hall                         |
| 17 września 1984     | Sheffield                       | Anglia            | Sheffield City Hall               |
| 18 września 1984     | Ipswich                         | Anglia            | Gaumont Theatre                   |
| 20 września 1984     | Leicester                       | Anglia            | De Montfort Hall                  |
| 21 września 1984     | Oksford                         | Anglia            | Apollo Theatre                    |
| 22 września 1984     | St Austell                      | Anglia            | Cornwall Coliseum                 |
| 23 września 1984     | Bristol                         | Anglia            | Bristol Hippodrome                |
| 25 września 1984     | Manchester                      | Anglia            | Manchester Apollo                 |
| 26 września 1984     | Manchester                      | Anglia            | Manchester Apollo                 |
| 27 września 1984     | Hanley                          | Anglia            | Victoria Hall                     |
| 29 września 1984     | Nottingham                      | Anglia            | Royal Concert Hall                |
| 30 września 1984     | Cardiff                         | Walia             | St David’s Hall                   |
| 2 października 1984  | Birmingham                      | Anglia            | Birmingham Odeon                  |
| 3 października 1984  | Birmingham                      | Anglia            | Birmingham Odeon                  |
| 5 października 1984  | Southampton                     | Anglia            | Mayflower Theatre                 |
| 7 października 1984  | Cardiff                         | Walia             | St David’s Hall                   |
| 8 października 1984  | Londyn                          | Anglia            | Hammersmith Odeon                 |
| 9 października 1984  | Londyn                          | Anglia            | Hammersmith Odeon                 |
| 10 października 1984 | Londyn                          | Anglia            | Hammersmith Odeon                 |
| 12 października 1984 | Londyn                          | Anglia            | Hammersmith Odeon                 |
| 15 października 1984 | Kolonia                         | Niemcy            | Köln Sporthalle                   |
| 16 października 1984 | Böblingen                       | Niemcy            | Sporthalle                        |
| 17 października 1984 | Heidelberg                      | Niemcy            | Rhein-Neckar-Halle                |
| 19 października 1984 | Würzburg                        | Niemcy            | Carl-Diem-Halle                   |
| 20 października 1984 | Bruksela                        | Belgia            | Forest National                   |
| 21 października 1984 | Nancy                           | Francja           | Parc des Expositions              |
| 23 października 1984 | Fryburg Bryzgowijski            | Niemcy            | Stadthalle Freiburg               |
| 24 października 1984 | Monachium                       | Niemcy            | Olympiahalle                      |
| 26 października 1984 | Essen                           | Niemcy            | Grugahalle                        |
| 27 października 1984 | Brema                           | Niemcy            | Stadthalle Bremen                 |
| 28 października 1984 | Zwolle                          | Holandia          | IJsselhallen                      |
| 29 października 1984 | Paryż                           | Francja           | Espace Balard                     |
| 1 listopada 1984     | Kopenhaga                       | Dania             | Brøndby Hall                      |
| 2 listopada 1984     | Sztokholm                       | Szwecja           | Isstadion                         |
| 3 listopada 1984     | Göteborg                        | Szwecja           | Scandinavium                      |
| 5 listopada 1984     | Helsinki                        | Finlandia         | Helsinki Ice Hall                 |
| 8 listopada 1984     | Rüsselsheim                     | Niemcy            | Walter-Köbel-Halle                |
| 9 listopada 1984     | Neunkirchen am Brand            | Niemcy            | Hemmerleinhalle                   |
| 11 listopada 1984    | Bolonia                         | Włochy            | Teatre Tenda                      |
| 12 listopada 1984    | Mediolan                        | Włochy            | Teatre Tenda                      |
| 13 listopada 1984    | Lyon                            | Francja           | Halle Tony Garnier                |
| 14 listopada 1984    | Bazylea                         | Szwajcaria        | St. Jakob Sporthalle              |
| Ameryka Północna     |                                 |                   |                                   |
| 24 listopada 1984    | Halifax, Nowa Szkocja           | Kanada            | Halifax Metro Centre              |
| 26 listopada 1984    | Quebec, Quebec                  | Kanada            | Colisée de Québec                 |
| 27 listopada 1984    | Montreal, Quebec                | Kanada            | Montreal Forum                    |
| 28 listopada 1984    | Ottawa, Ontario                 | Kanada            | Ottawa Arena                      |
| 30 listopada 1984    | Toronto, Ontario                | Kanada            | Maple Leaf Gardens                |
| 1 grudnia 1984       | Greater Sudbury                 | Kanada            | Sudbury Arena                     |
| 3 grudnia 1984       | Winnipeg, Manitoba              | Kanada            | Winnipeg Arena                    |
| 4 grudnia 1984       | Regina, Saskatchewan            | Kanada            | Agridome                          |
| 6 grudnia 1984       | Edmonton, Alberta               | Kanada            | Northlands Coliseum               |
| 7 grudnia 1984       | Calgary, Alberta                | Kanada            | Stampede Corral                   |
| 9 grudnia 1984       | Vancouver, Kolumbia Brytyjska   | Kanada            | PNE Coliseum                      |
| 10 grudnia 1984      | Seattle, Waszyngton             | Stany Zjednoczone | Seattle Coliseum                  |
| 11 grudnia 1984      | Portland, Oregon                | Stany Zjednoczone | Veterans Memorial Coliseum        |
| 13 grudnia 1984      | Salt Lake City, Utah            | Stany Zjednoczone | Salt Palace                       |
| 15 grudnia 1984      | Denver, Kolorado                | Stany Zjednoczone | McNichols Sports Arena            |
| 17 grudnia 1984      | Kansas City, Missouri           | Stany Zjednoczone | Kemper Arena                      |
| 18 grudnia 1984      | Saint Louis, Missouri           | Stany Zjednoczone | Kiel Auditorium                   |
| 19 grudnia 1984      | Milwaukee, Wisconsin            | Stany Zjednoczone | MECCA Arena                       |
| 20 grudnia 1984      | Minneapolis, Minnesota          | Stany Zjednoczone | Met Center                        |
| 21 grudnia 1984      | Rosemont, Illinois              | Stany Zjednoczone | Rosemont Horizon                  |
| 3 stycznia 1985      | Cincinnati, Ohio                | Stany Zjednoczone | Cincinnati Gardens                |
| 4 stycznia 1985      | Detroit, Michigan               | Stany Zjednoczone | Joe Louis Arena                   |
| 5 stycznia 1985      | Columbus, Columbus              | Stany Zjednoczone | Battelle Arena                    |
| 6 stycznia 1985      | Richfield, Ohio                 | Stany Zjednoczone | Richfield Coliseum                |
| 7 stycznia 1985      | Buffalo, Nowy Jork              | Stany Zjednoczone | Buffalo Memorial                  |
| Ameryka Południowa   |                                 |                   |                                   |
| 11 stycznia 1985     | Rio de Janeiro                  | Brazylia          | City of Rock                      |
| Ameryka Północna     |                                 |                   |                                   |
| 14 stycznia 1985     | Hartford, Connecticut           | Stany Zjednoczone | Hartford Center                   |
| 15 stycznia 1985     | Worcester, Massachusetts        | Stany Zjednoczone | Worcester Centrum                 |
| 17 stycznia 1985     | Nowy Jork                       | Stany Zjednoczone | Radio City Music Hall             |
| 18 stycznia 1985     | Nowy Jork                       | Stany Zjednoczone | Radio City Music Hall             |
| 19 stycznia 1985     | Nowy Jork                       | Stany Zjednoczone | Radio City Music Hall             |
| 20 stycznia 1985     | Nowy Jork                       | Stany Zjednoczone | Radio City Music Hall             |
| 21 stycznia 1985     | Nowy Jork                       | Stany Zjednoczone | Radio City Music Hall             |
| 23 stycznia 1985     | Nowy Jork                       | Stany Zjednoczone | Radio City Music Hall             |
| 24 stycznia 1985     | Nowy Jork                       | Stany Zjednoczone | Radio City Music Hall             |
| 25 stycznia 1985     | Glens Falls, Nowy Jork          | Stany Zjednoczone | Glens Falls Center                |
| 26 stycznia 1985     | Bethlehem, Pensylwania          | Stany Zjednoczone | Stabler Arena                     |
| 28 stycznia 1985     | Landover, Maryland              | Stany Zjednoczone | Capital Centre                    |
| 29 stycznia 1985     | Filadelfia, Pensylwania         | Stany Zjednoczone | Spectrum Arena                    |
| 31 stycznia 1985     | Columbia, Karolina Południowa   | Stany Zjednoczone | Carolina Coliseum                 |
| 1 lutego 1985        | Johnson City, Tennessee         | Stany Zjednoczone | Freedom Center                    |
| 2 lutego 1985        | Atlanta, Georgia                | Stany Zjednoczone | Omni Coliseum                     |
| 3 lutego 1985        | Memphis, Tennessee              | Stany Zjednoczone | Mid-South Coliseum                |
| 5 lutego 1985        | Nashville, Tennessee            | Stany Zjednoczone | Nashville Auditorium              |
| 6 lutego 1985        | Knoxville, Tennessee            | Stany Zjednoczone | Knoxville Coliseum                |
| 8 lutego 1985        | Charlotte, Karolina Północna    | Stany Zjednoczone | Charlotte Coliseum                |
| 9 lutego 1985        | Greensboro, Karolina Północna   | Stany Zjednoczone | Greensboro Coliseum               |
| 10 lutego 1985       | Greenville, Karolina Południowa | Stany Zjednoczone | Greenville Memorial Auditorium    |
| 12 lutego 1985       | Jacksonville, Floryda           | Stany Zjednoczone | Jacksonville Coliseum             |
| 14 lutego 1985       | North Fort Myers, Floryda       | Stany Zjednoczone | Lee County Center                 |
| 15 lutego 1985       | Pembroke Pines, Floryda         | Stany Zjednoczone | Hollywood Sportatorium            |
| 16 lutego 1985       | Lakeland, Floryda               | Stany Zjednoczone | Lakeland Center                   |
| 17 lutego 1985       | St. Petersburg, Floryda         | Stany Zjednoczone | Bayfront Center                   |
| 19 lutego 1985       | Chattanooga, Tennessee          | Stany Zjednoczone | UTC Arena                         |
| 20 lutego 1985       | Birmingham, Alabama             | Stany Zjednoczone | Boutwell Memorial Auditorium      |
| 21 lutego 1985       | Huntsville, Alabama             | Stany Zjednoczone | Von Braun Center                  |
| 23 lutego 1985       | Beaumont, Teksas                | Stany Zjednoczone | Beaumont Center                   |
| 24 lutego 1985       | Biloxi, Missisipi               | Stany Zjednoczone | Mississippi Coast Coliseum        |
| 27 lutego 1985       | Nowy Orlean, Luizjana           | Stany Zjednoczone | Lakefront Arena                   |
| 28 lutego 1985       | Houston, Teksas                 | Stany Zjednoczone | The Summit                        |
| 1 marca 1985         | Waco, Teksas                    | Stany Zjednoczone | Waco Convention Center            |
| 2 marca 1985         | Oklahoma City, Oklahoma         | Stany Zjednoczone | Myriad Convention Center          |
| 4 marca 1985         | Dallas, Teksas                  | Stany Zjednoczone | Reunion Arena                     |
| 5 marca 1985         | San Antonio, Teksas             | Stany Zjednoczone | Convention Center Arena           |
| 7 marca 1985         | Lubbock, Teksas                 | Stany Zjednoczone | City Bank Coliseum                |
| 8 marca 1985         | El Paso, Teksas                 | Stany Zjednoczone | El Paso Coliseum                  |
| 9 marca 1985         | Albuquerque, Nowy Meksyk        | Stany Zjednoczone | Tingley Coliseum                  |
| 10 marca 1985        | Tucson, Arizona                 | Stany Zjednoczone | Tucson Convention Center          |
| 14 marca 1985        | Long Beach, Kalifornia          | Stany Zjednoczone | Long Beach Arena                  |
| 15 marca 1985        | Long Beach, Kalifornia          | Stany Zjednoczone | Long Beach Arena                  |
| 16 marca 1985        | Long Beach, Kalifornia          | Stany Zjednoczone | Long Beach Arena                  |
| 17 marca 1985        | Long Beach, Kalifornia          | Stany Zjednoczone | Long Beach Arena                  |
| 19 marca 1985        | Reno, Nevada                    | Stany Zjednoczone | Lawlor Events Center              |
| 20 marca 1985        | Fresno, Kalifornia              | Stany Zjednoczone | Selland Arena                     |
| 21 marca 1985        | Daly City, Kalifornia           | Stany Zjednoczone | Cow Palace                        |
| 23 marca 1985        | San Diego, Kalifornia           | Stany Zjednoczone | San Diego Sports Arena            |
| 24 marca 1985        | Tempe, Arizona                  | Stany Zjednoczone | Compton Terrace                   |
| 25 marca 1985        | Paradise, Nevada                | Stany Zjednoczone | Thomas & Mack Center              |
| 26 marca 1985        | San Bernardino, Kalifornia      | Stany Zjednoczone | Orange Pavilion                   |
| 31 marca 1985        | Honolulu, Hawaje                | Stany Zjednoczone | Neal S. Blaisdell Center          |
| Azja                 |                                 |                   |                                   |
| 14 kwietnia 1985     | Tokio                           | Japonia           | Nakano Sun Plaza                  |
| 15 kwietnia 1985     | Tokio                           | Japonia           | Nakano Sun Plaza                  |
| 17 kwietnia 1985     | Tokio                           | Japonia           | Kōsei Nenkin Kaikan               |
| 19 kwietnia 1985     | Tokio                           | Japonia           | Kōsei Nenkin Kaikan               |
| 20 kwietnia 1985     | Nagoja                          | Japonia           | Nagoya Assembly Arena             |
| 22 kwietnia 1985     | Fukuoka                         | Japonia           | Fukuoka Sunpalace                 |
| 24 kwietnia 1985     | Osaka                           | Japonia           | Festival Hall, Osaka              |
| 25 kwietnia 1985     | Tokio                           | Japonia           | Nakano Sun Plaza                  |
| Oceania              |                                 |                   |                                   |
| 2 maja 1985          | Canberra                        | Australia         | Canberra Theatre                  |
| 3 maja 1985          | Melbourne                       | Australia         | Festival Hall                     |
| 4 maja 1985          | Adelaide                        | Australia         | Thebarton Hall                    |
| 6 maja 1985          | Wollongong                      | Australia         | Shellharbour Park                 |
| 7 maja 1985          | Sydney                          | Australia         | Hordern Pavilion                  |
| 8 maja 1985          | Newcastle                       | Australia         | Newcastle Civic Theatre           |
| 10 maja 1985         | Brisbane                        | Australia         | Brisbane Festival Hall            |
| 12 maja 1985         | Auckland                        | Nowa Zelandia     | MSV Stadium                       |
| 13 maja 1985         | Christchurch                    | Nowa Zelandia     | Werstler Stadium                  |
| 15 maja 1985         | Chester                         | Nowa Zelandia     | West Springs Stadium              |
| 17 maja 1985         | Albany                          | Nowa Zelandia     | QBE Stadium                       |
| Ameryka Północna     |                                 |                   |                                   |
| 23 maja 1985         | Portland, Maine                 | Stany Zjednoczone | Cumberland County Auditorium      |
| 24 maja 1985         | Uniondale, Nowy Jork            | Stany Zjednoczone | Nassau Coliseum                   |
| 25 maja 1985         | Binghamton, Nowy Jork           | Stany Zjednoczone | Broome County Arena               |
| 27 maja 1985         | Rochester, Nowy Jork            | Stany Zjednoczone | Rochester Community Arena         |
| 28 maja 1985         | Glens Falls, Nowy Jork          | Stany Zjednoczone | Glens Falls Auditorium            |
| 29 maja 1985         | Springfield, Massachusetts      | Stany Zjednoczone | Springfield Civic Center          |
| 31 maja 1985         | New Haven, Connecticut          | Stany Zjednoczone | New Haven Coliseum                |
| 1 czerwca 1985       | Allentown, Pensylwania          | Stany Zjednoczone | Great Allentown Fair              |
| 2 czerwca 1985       | Providence, Rhode Island        | Stany Zjednoczone | Providence Center                 |
| 4 czerwca 1985       | Columbia, Maryland              | Stany Zjednoczone | Merriweather Post Pavilion        |
| 5 czerwca 1985       | Pittsburgh, Pensylwania         | Stany Zjednoczone | PittsburghArena                   |
| 7 czerwca 1985       | Trotwood, Ohio                  | Stany Zjednoczone | Hara Arena                        |
| 8 czerwca 1985       | Evansville, Indiana             | Stany Zjednoczone | Mesker Amphitheatre               |
| 9 czerwca 1985       | East Troy, Wisconsin            | Stany Zjednoczone | Alpine Valley Amphitheatre        |
| 11 czerwca 1985      | Toledo, Ohio                    | Stany Zjednoczone | Toledo Sports Arena               |
| 12 czerwca 1985      | Clarkston, Michigan             | Stany Zjednoczone | Pine Knob Amphitheatre            |
| 14 czerwca 1985      | Saginaw, Michigan               | Stany Zjednoczone | Wendler Arena                     |
| 15 czerwca 1985      | Charlevoix, Michigan            | Stany Zjednoczone | Castle Farms                      |
| 16 czerwca 1985      | Hoffman Estates, Illinois       | Stany Zjednoczone | Poplar Creek Amphitheatre         |
| 18 czerwca 1985      | Peoria, Illinois                | Stany Zjednoczone | Peoria Center                     |
| 19 czerwca 1985      | Cedar Rapids, Iowa              | Stany Zjednoczone | Five Seasons Center               |
| 21 czerwca 1985      | Madison, Wisconsin              | Stany Zjednoczone | Dane County Coliseum              |
| 22 czerwca 1985      | Seymour, Wisconsin              | Stany Zjednoczone | Outagamie County Fairgrounds      |
| 23 czerwca 1985      | Minneapolis, Minnesota          | Stany Zjednoczone | Trout Aire Amphitheatre           |
| 24 czerwca 1985      | Fargo, Dakota Północna          | Stany Zjednoczone | Red River Fairgrounds             |
| 26 czerwca 1985      | Des Moines, Iowa                | Stany Zjednoczone | Veterans Memorial Auditorium      |
| 27 czerwca 1985      | Omaha, Nebraska                 | Stany Zjednoczone | Omaha Auditorium                  |
| 29 czerwca 1985      | Morrison, Kolorado              | Stany Zjednoczone | Red Rocks Amphitheatre            |
| 3 lipca 1985         | San Jose, Kalifornia            | Stany Zjednoczone | San Jose Auditorium               |
| 4 lipca 1985         | Sacramento, Kalifornia          | Stany Zjednoczone | Cal Expo Amphitheatre             |
| 5 lipca 1985         | Irvine, Kalifornia              | Stany Zjednoczone | Irvine Meadows Amphitheatre       |
| Europa               |                                 |                   |                                   |
| 19 grudnia 1985      | Londyn                          | Anglia            | Marquee Club (Koncerty Specjalne) |
| 20 grudnia 1985      | Londyn                          | Anglia            | Marquee Club (Koncerty Specjalne) |